# 마추 픽추
마추 픽추(스페인어: machu picchu 마추 삑추[*], 문화어: 마츄 삐끄츄)는 페루에 있는 잉카 문명의 고대 요새 도시이다. 15세기에 남아메리카를 지배했던 잉카 제국에 의해 지어진 것으로 추정된다. 해수면에서 2,430m나 되는 산맥의 정상 위에 위치해있다. 쿠스코에서 북서쪽으로 80km정도 떨어져 있고, 우루밤바 강이 도시가 있는 산맥 아래를 꺾어 흘러가고 있다.
대다수의 고고학자들은 잉카 제국의 파차쿠티 황제가 이 요새 도시를 건립한 것으로 추정한다. 보통 '잃어버린 도시'의 이미지로 잉카 문명을 상징하는 유적으로 많이 불리는 경우가 많다. 마추픽추는 1450년 즈음에 지어졌고, 약 1세기 후에 스페인의 침략과 비슷한 시기에 버려졌다. 이후 주변 현지인들에게만 간간히 알려져 있던 정도였고, 1911년에 미국의 탐험가 하이럼 빙엄이 다시 발견해 내기 전까지 세상에서 잊혀져 있었다.
마추 픽추는 잉카 고전 양식으로 지어졌다. 접착제나 모르타르 등을 전혀 사용하지 않은 채 돌과 석재들을 쌓아 올려 만들어졌고, 주요 건물은 해시계, 태양의 신전, 세 창문의 방 등이 있다. 현재 우리가 볼 수 있는 대부분의 건물들은 페루 정부에서 관광객들을 위해 복원시켜 둔 것으로, 1976년에 전체 유적지의 약 30%정도가 복원되었고 현재도 복원사업을 진행하고 있다.
1983년에 유네스코 세계 문화 유산으로 지정되었고 2007년에는 새로운 세계의 7대 불가사의들 중 하나로 선정되었다.

## 어원
고대 잉카 언어로 마추 픽추의 '마추'는 옛, 혹은 옛날을 뜻하며, '픽추'는 고대 잉카인들이 마약 용도로 주로 사용하던 코카 잎, 피라미드 등을 뜻한다. 때때로는 오래된 봉우리라는 뜻으로 불리기도 한다.

## 역사
마추 픽추는 1450~60년대에 지어졌다. 이 도시의 건축은 2명의 왕이 대를 이어 감독하였는데, 첫째는 파차쿠티이고 둘째는 투팍 잉카 유팡키이다. 고고학자들은 파차쿠티 황제가 군사 원정을 끝낸 후, 황제 전용 궁전으로 사용하기 위해 만들어졌다는 설에 관심을 가지고 있다. 다만 이 도시가 약 80여년 간 사용된 이후 버려진 것을 보아, 잉카 황제들에게 대대로 전해져 내려가지는 못한 것으로 보인다. 또한 스페인 정복자들이 나타난 이후, 마추 픽추에 살던 거주민들이 스페인에서 전해온 천연두와 같은 질병들로 인해 모두 사망하였다는 설도 설득력이 있게 받아들여지고 있다.

### 일상 생활
마추 픽추가 황제의 궁전이었을 당시, 이 곳에는 약 750여명의 사람들이 살았을 것으로 추정된다. 이들 대다수는 이 곳에 영구적으로 거주하며 황제의 시중을 들기 위해 대기하던 사람이었다. 또한 종교적, 군사적인 이유로도 이 곳에 사람들이 거주하며 신들에게 제사를 지내기도 하였다. 흉년이 들거나 식량이 넉넉하지 못한 때에는, 이 곳에 거주하는 주민들의 수를 100여명 이내로 줄이고 오직 최소 인원의 제사장들만 남겨두어 제사를 지속시키도록 하였다.
고고학자들이 이 곳에서 출토된 유골들을 조사한 결과, 이 곳에는 제국 각지에서 올라온 사람들이 서로 다양하게 모여 살았다고 한다. 그들의 뼈에는 페루의 서로 다른 지역에서 발견되는 기생충들의 흔적들이 남아있었다. 또한 뼈의 구성 성분들을 조사한 결과, 그들은 모두 각자 먹었던 식량의 종류도 달랐고, 살아갔던 방식 또한 동일하지 않았다고 한다. 이 곳에서 출토된 대다수의 유골들에는 한 가지의 공통점이 있었는데, 이는 그들이 모두 생애 초기에는 감자, 생선과 같은 음식들을 주로 먹었다가, 후반부로 갈수록 산간 지방에서 많이 자라는 옥수수를 많이 먹었다는 것이다. 이는 이 곳에 살던 사람들 대부분이 한때 해안 지방에서 살았었고 나중에 이 곳으로 올라와 거주했다는 것을 증명하는 것이다. 또한 이 유골들의 주인들은, 잉카 제국의 타 지방에서 발견된 유골들에 비해 훨씬 그 노동량이 적었고, 더 풍족한 식생활을 누렸다.
마추 픽추 인근에서 살지 않는 동물들의 뼈가 출토되는 것을 보아, 사람들이 마추 픽추로 올라옴에 따라 가축들도 함께 데리고 온 것으로 생각된다. 이 곳에서 발견되는 대부분의 동물 뼈들은 라마나 알파카의 유해이고, 이 동물들은 보통 해발고도가 4,000m가 넘는 고산 지대에 살기에 고도가 2,000m밖에 되지 않는 마추 픽추에서 이 동물들의 흔적이 발견되었다는 것은 인간들이 이들을 도시로 끌고 왔다는 것을 증명한다. 대다수의 동물들은 고기를 제공하기 위해 끌려왔고, 신에게 바칠 제물로도 쓰였다. 또한 이 곳의 몇몇 장례용 동굴들에서 기니피그의 뼈들이 발견되는 것을 보아, 기니피그가 장례용 제물로 많이 쓰였다는 것 또한 알 수 있다. 6마리의 개들이 사람의 무덤에서 함께 출토된 것으로 보아, 이들은 죽은 자의 동료로 함께 묻혀졌던 것으로 추정한다.

### 농업

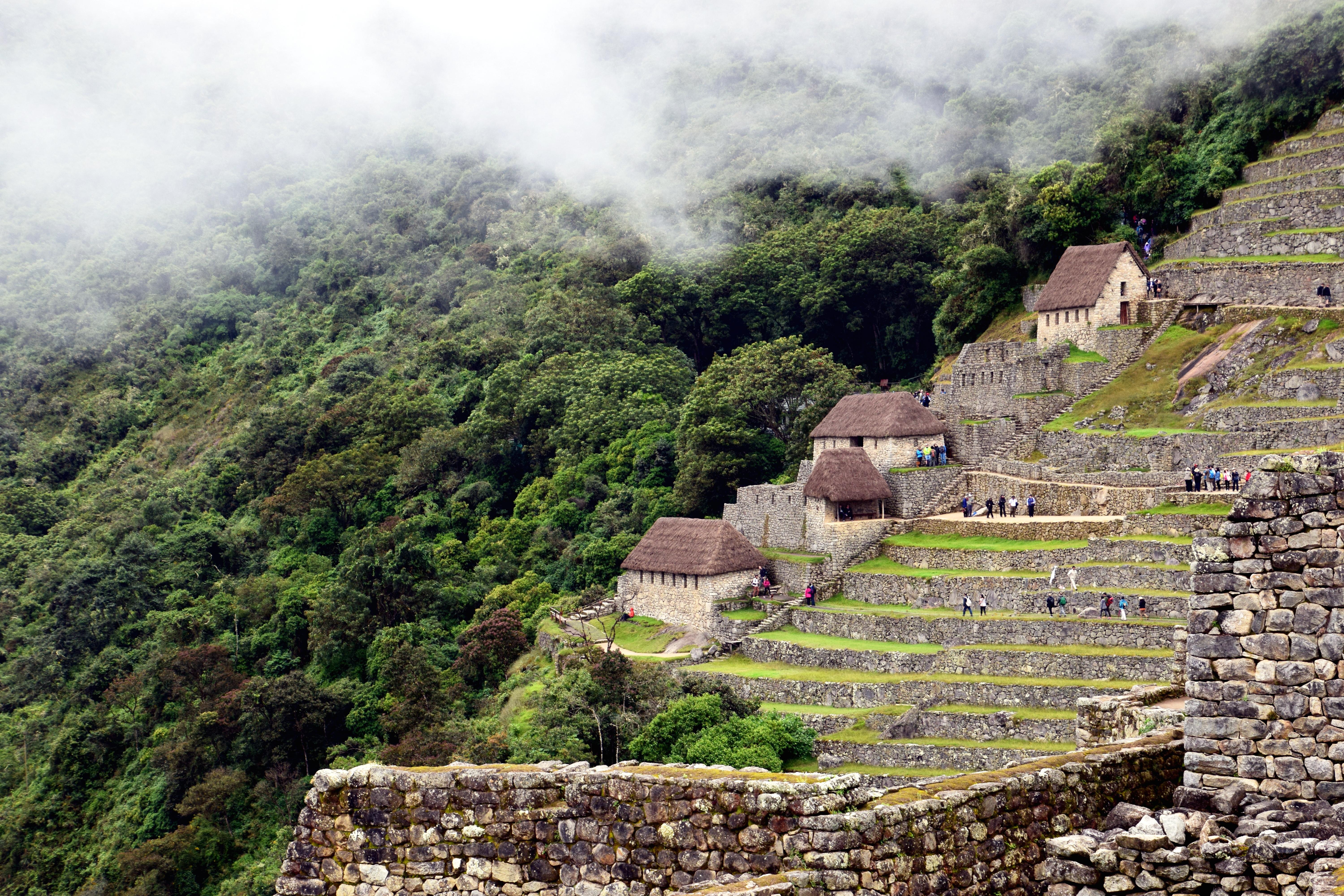
계단식 밭

마추 픽추에서 이루어진 대부분의 농업은 계단식 농업이었다. 마추 픽추 인근에는 각각 3m의 높이를 가지는 단들이 모두 40개나 존재하고 있고, 약 3,000개나 되는 계단들로 이를 잇고 있다. 이 수 백개가 넘는 계단식 밭들을 사용하면, 산사태나 토양 유실의 위험 없이도 충분히 안정적인 식량 공급을 유지할 수 있었다. 하지만, 당시의 기술적 한계로 인해 가끔씩 밭들이 무너져 내리거나 산사태로 인해 쓸려내려가는 경우도 있었다. 현재 마추 픽추에는 산사태로 인해 밭들이 쓸려나간 흔적과 잉카인들이 이를 다시 보수한 흔적도 함께 찾아볼 수 있다.
마추 픽추 주변 지역은 1450년대 이래 연간 약 1,800mm의 강수량을 가지고 있었다. 이는 잉카인들이 밭에서 주로 재배하던 감자나 옥수수에 필요한 강수량을 충분히 충족했기 때문에, 마추 픽추의 밭에는 특별한 수로 시설이 보이지 않는다. 오히려 밭에는 너무 많은 강우로 인해 물들이 넘칠 경우를 대비한 시설들이 완비되어 있었다. 조사 결과, 이 계단식 밭들 아래에는 모두 겹겹이 구성된 층들이 있는데, 맨 아래에는 기반암으로 이루어진 층, 그 위에는 모래와 자갈을 섞어 만든 층, 맨 위에는 흙으로 만든 층이 있었다. 맨 위에 덮여있던 흙들은 모두 계곡 아래에서 직접 퍼 올린 것들이었다.
다만 이 계단식 밭들의 총 면적은 고작 4.9 헥타르 밖에 되지 않았으며, 이는 750명이나 되는 인원을 먹여살리기에는 부족했다. 이로 인해 종종 사람들은 계곡 아래로 내려가 식량들을 새로 가지고 올라와야만 했다.

### 발견
마추 픽추가 쿠스코에서 불과 80여km밖에 떨어지지 않았음에도 불구하고, 스페인인들은 끝까지 마추 픽추를 발견하지 못했기에 마추 픽추는 결국 현재까지 살아남을 수 있었다. 스페인 사람들의 기록에 '피코'라는 이름의 장소가 등장하기는 하지만, 실제로 이 곳에 스페인 원정대들을 보내지는 않았다. 이로 인해 마추 픽추는 잉카 제국의 다른 유적들처럼 사원이나 묘지 권역을 심각하게 훼손하지 않고 그대로 보존할 수 있었다.
세월이 흐르며 마추 픽추 근처의 정글이 점차 유적 전체를 둘러싸기 시작했다. 오직 몇 안되는 외부 원주민들만이 마추 픽추의 존재를 기억하고 있었다. 마추 픽추는 1867년에 독일인 사업가에 의해 한시적으로 발견되었을 가능성이 있다. 심지어는 독일인 기술자가 그보다도 이른 시기에 잠시 들렀을 가능성도 있다. 1874년에 제작된 지도에는 마추 픽추에 대한 언급이 있기에, 마추 픽추가 하이럼 빙엄의 방문 전까지 유럽인들에 의해 단 한 번도 발견되지 않았다는 주장에는 무리가 있다.
1911년, 미국의 역사가이자 탐험가인 하이럼 빙엄이 잉카 제국의 잊혀진 수도, 빌카밤바를 찾아 모험을 떠났고, 잉카 원주민들의 도움을 받아 드디어 마추픽추를 찾아낸다. 그가 비록 마추 픽추를 방문한 첫 유럽 여행가는 아닐지라도, 그의 발견으로 인해 마추 픽추가 전세계적인 관심을 받기 시작했기에 대다수의 저술에는 그를 마추 픽추의 발견자로 칭하게 된다. 빙엄은 1912년에 또다른 탐험단을 조직하여 더욱 체계적인 발굴 조사를 위해 마추 픽추를 다시 방문하게 된다.
| “ | 이 도시의 매력과 마법은, 이 세계의 그 어떤 곳과도 비교할 수 없을 것이다. 이 곳에는 눈덮인 산봉우리가 끝없는 높이에서 구름을 굽어보고, 다채로운 색깔의 절벽들이 깎아지를 듯이 솟아올라 도시를 비추고 있다. 이 곳에는 나무와 꽃들이 만발하고, 정글의 아름다움이 깃들어 있다. | ” |
|   | — <하이럼 빙엄, 1911년> |   |

1981년, 페루 정부는 마추 픽추와 그 주변 325.92제곱 킬로미터에 해당하는 지역을 역사 보존 영역으로 선언하고, 개발 제한을 선포했다. 이 지역에는 마추 픽추와 같은 잉카 유적 외에도 생물학적인 가치가 매우 높은 지역들이 포함되어 있다.
1983년, 유네스코는 이 곳을 세계문화유산으로 지정했다. 세계유산으로 등재된 이유로는, '인류 건축 기술의 걸작이자, 잉카 문명의 기념비적인 작품'이다.

### 인신 공양
마추 픽추에서 인신 공양을 했다는 기록은 현재 조금밖에 남아있지 않다. 하지만 마추 픽추에서 인신 공양을 했다는 사실 자체는 확실하다. 인신 공양을 당한 사람들의 유해는 제대로 된 절차를 거쳐 묻혀지지 않았기에 도시 곳곳에 흩어져 있고, 몇몇 사람들은 죽은 귀족들을 내세에서도 보필하기 위해 강제로 순장된 것으로 보인다. 다만 잉카인들은 아즈텍 제국처럼 대대적인 인신 공양 의식을 치렀던 것은 아니었고, 동물, 진흙, 물과 같은 것들이 오히려 더 보편적으로 신들에게 바쳐졌다.

## 지리
마추픽추는 남반구에 위치해 있는데, 적도에서 약 13.164도 밑에 떨어져 있다. 쿠스코에서 약 80km정도 북서쪽으로 떨어져 있으며, 산꼭대기 위에 올라가 있다. 해발 고도 2,430m위에 있을 정도로 고산지대에 위치해 있다. 다만 쿠스코가 3,400m나 되는 워낙 높은 해발 고도를 자랑하기에, 쿠스코보다는 약 1,000m정도 낮은 고도에 위치해 있다. 이로 인해 마추 픽추는 쿠스코보다는 조금 더 온난한 기후를 가지고 있다. 마추 픽추는 남아메리카에서 가장 중요한 고고학 유적지 중 하나로 손꼽히며, 라틴아메리카에서 가장 유명한 유적지, 페루에서 가장 관광객들이 많이 찾는 관광지이다.
마추 픽추의 여름은 습하고 덥고, 겨울에는 건조하고 춥다. 또한 연간 강수량의 대부분이 10월에서 3월 사이에 떨어진다.
마추 픽추는 우루밤바 강을 정면으로 내려다보는 위치에 올라가 있는데, 이 강은 유적지 전체를 감싸 흐른다. 마추 픽추는 강에서 수직으로 약 450m정도 올라간 절벽 위에 있으며, 이로 인해 아침에 마추 픽추 전체에 짙은 안개가 끼어 신비로운 분위기를 더한다. 마추 픽추의 위치는 잉카 제국의 군사 기밀이었고, 거대한 강과 절벽, 산들이 이 요새를 지키는 천연 방어막이 되어주었다.
마추 픽추 유적지는 거대한 두 산, 마추 픽추와 우아이나 픽추 사이에 끼어있는데, 두 개의 계곡을 내려다보는 위치에 있으며 거대한 산 하나가 요새를 그대로 굽어보고 있는 형세를 띠고 있다. 유적지 내부에는 자체적인 수원이 있어 물 공급이 용이하며, 절벽의 경사변들은 모두 테라스가 만들어져 있어 최대한 많은 면적의 농경지들을 확보하려 하였다. 마추 픽추로 통하는 길은 총 2개가 있는데, 하나는 태양의 문을 통과하는 경로로 쿠스코까지 직통으로 연결되는 것이고, 또다른 하나는 절벽에 아슬아슬하게 걸쳐져 있는 잉카식 밧줄 다리이다. 이 두 경로 모두 쉽게 차단, 방어가 가능하기 때문에 마추 픽추가 요새 도시로서의 역할을 충실히 수행할 수 있게 하였다.

## 형태
마추 픽추 유적지는 크게 도시 구역과 농경 구역으로 나뉘어 있다. 또한 이 도시 구역은 위쪽 구역과 아래쪽 구역으로 나뉘는데, 위쪽 구역에는 주로 신들을 모시는 신전과 사원들이 위치하고, 아래쪽 구역에는 주민들이 살았던 거주 시설들이 위치해 있다.

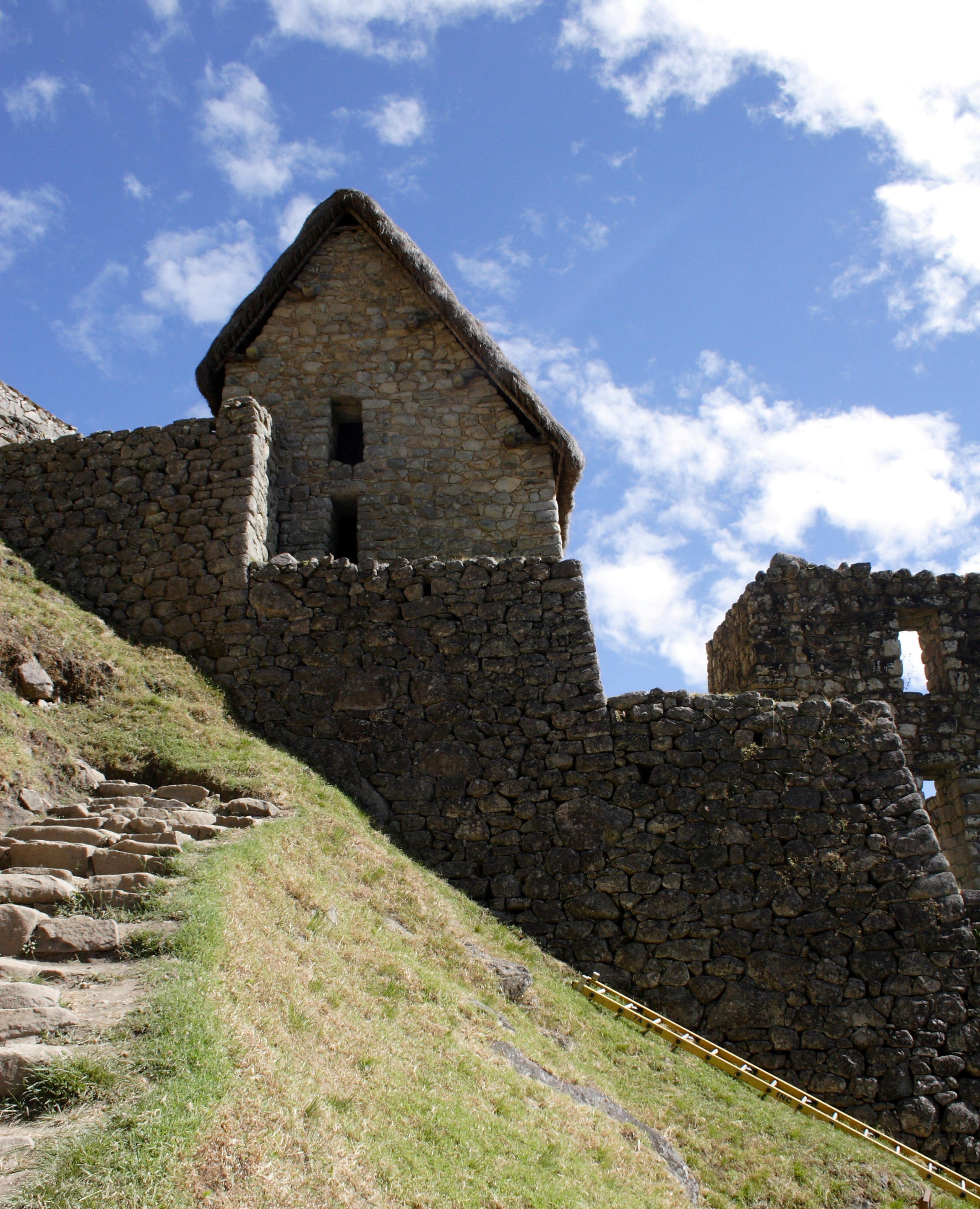
감시탑

유적지의 건축물들은 모두 산간 지대에 최적화된 모습을 띠고 있는데, 200개가 넘는 건물들이 중앙 광장을 둘러싼 형태로 산 곳곳에 있는 테라스들에 세워져 있다. 건물들은 대부분 협소한 부지 탓으로 인해 대부분 길고 좁은 모습을 하고 있으며, 정교하게 제작된 수로들이 도시 곳곳에 물을 수송한다. 벽들에 붙어있는 형태로 시공된 돌 계단들은 사람들이 유적지 곳곳을 오르내릴 수 있게 한다. 도시의 동쪽 지역은 대부분 신전이 들어서 있으며, 조금 더 낮은 곳에 위치한 서쪽 지역에는 주민들이 살았던 거주 시설들이 위치해 있다. 동쪽의 신전 구역에는 거대한 탑이 세워져 있어 도시와 계곡 일대 전체를 조망할 수 있도록 하였다.
마추 픽추의 주요 관광 명소들은 대부분 동쪽 구역에 위치한다. 해시계, 태양의 신전, 세 창문의 방 등 대부분의 시설들이 이 곳에 위치해 있으며, 이들은 모두 잉카 고유 신앙에서 가장 위대한 태양신이었던 인티에게 바쳐진 것이었다.사람들이 살던 곳은 도시의 하부 구역에 존재하는데, 이 곳에 식량 저장 창고, 석조 가옥들이 나열되어 있다. 귀족들이 살던 곳은 특별히 분리되어 있는데, 산 경사면 위에 줄을 지어 지어져 있다. 예언자나 현자와 같은 장로들이 살던 곳은 건물의 벽을 붉은색으로 만들어 구분하였으며, 여사제와 공주들이 살던 곳은 사다리꼴 모양으로 만들어 그 형태를 달리했다. 이 곳에는 상징적인 영묘도 있는데, 이는 조각과 그림들로 장식된 조각상이다.
마추 픽추의 감시탑은 높은 지붕을 가진 석조 건물인데, 독특하게도 한쪽 벽이 완전히 트여있다. 건물 벽의 넓은 쪽 한 면이 테라스 쪽으로 트여있는 형태로 만들어졌으며, 이와 같은 잉카 고유의 건축 양식을 '와이로나' 양식이라고 한다. 
2005년과 2009년, 아칸소 대학의 연구진들이 마추 픽추 유적 전체를 레이저를 활용하여 훑었고, 또한 유적 인근의 산봉우리에 숨겨져 있을지도 모르는 추가적인 건물군들을 발견하기 위하여 인근 지역을 모두 분석하였다. 관련 자료는 현재 인터넷에 공개되어 확인할 수 있다. 

## 관광
마추 픽추에 가는 방법은 크게 두 가지가 있다. 하나는 쿠스코에서 기차를 타고 인근의 아구아 칼리엔테까지 간 다음, 버스를 타고 산을 올라 매표소가 있는 정문으로 들어가는 방법이다. 하루 혹은 넉넉히 이틀이 소요되는 일정이다. 다른 하나는 가이드와 함께 마추 픽추 외곽의 산기슭에서부터 고대 잉카인들이 만들어 놓은 길을 따라 걸어가는 방법이다. 2일 코스, 4일 코스, 5일 코스 등이 있고 현지 여행사에서 예약할 수 있다.

## 기술
마추 픽추를 만든 잉카 문명 또한 현대기술로 불가능한 것들을 많이 만들었었다. 대표적으로 그들의 건축물의 주요자료인 "돌" 은 마치 신이 자른것처럼 딱 맞는다. 실제로 공기도 잘 안 통할 정도의 정교함을 갖고 있다.

## 같이 보기
- 나라별 고천문학 유적지 목록